# Мілютін Олександр Анатолійович
Олекса́ндр Анато́лійович Мілю́тін (29 грудня 1968 — 2 квітня 2019) — молодший сержант Збройних сил України, учасник російсько-української війни.

## Життєпис
Народився 1968 року в селі Клишки (Шосткинський район, Сумська область). Дитинство пройшло у селах біля Горлівки — Зайцеве, Травневе. Закінчив артемівську школу; здобув фах машиніста в Ясинуватському ПТУ; мешкав у місті Бахмут (Донецька область). 1988 року проходив службу в Німеччині, по демобілізації 12 років служив в Артемівському СІЗО-6. На пенсію вийшов у званні старшого прапорщика.
18 січня 2017 року підписав контракт на військову службу; молодший сержант, командир бойової машини-командир 3-го відділення 2-го взводу 2-ї штурмової роти 46-го окремого батальйону. Добре кухарював, готував для бійців свого підрозділу.
2 квітня 2019-го загинув у бою в обідню пору внаслідок мінометного обстрілу (за іншими даними — з гаубиць калібру 152 мм) позиції ВОП поблизу села Новозванівка Попаснянського району. Українські захисники вогнем з СПГ та кулемета зупинили висування двох піхотних ворожих груп, які відійшли під прикриттям мінометного вогню. Одна з мін калібру 120 мм влучила у бліндаж, загинули двоє бійців батальйону — Олександр та старший солдат Яна Червона.
4 квітня 2019 року похований у Бахмуті на кладовищі в районі М'ясокомбінату.
Залишились батьки, сестра (служить у тому ж підрозділі), дружина, син і донька.

## Нагороди та вшанування
- Указом Президента України № 270/2019 від 17 травня 2019 року «значні особисті заслуги у захисті державного суверенітету та територіальної цілісності України, громадянську мужність, самовідданість у відстоюванні конституційних засад демократії, прав і свобод людини, вагомий внесок у культурно-освітній розвиток держави, активну волонтерську діяльність» — нагороджений орденом «За мужність» III ступеня (посмертно)[4]